# Благоя Стефановски
Благоя или Благой Стефановски (на македонска литературна норма: Благоја Стефановски, Благој Стефановски) е актьор и политик от Северна Македония.

## Биография
Роден е на 7 март 1963 година в град Битоля. Завършва през 1975 година Факултета за драматични изкуства. В периода 1975-1980 година е директор на Битолския народен театър. Известен период от време е председател на Международния филмов фестивал „Братя Манаки“, председател на съвета на фестивала „Охридско лято“ и председател на Македонския театрален фестивал „Войдан Чернодрински“. В периода 1994 - 1998 година е депутат. Между 2002 и 2006 година е министър на културата на Република Македония.